# Moulay Haddou
Pour les articles homonymes, voir Haddou.
Moulay Haddou, né le 14 juin 1975 à Oran, est un footballeur international algérien. Il évolue au poste de défenseur.
Il compte 54 sélections en équipe nationale entre 1998 et 2004.

## Biographie
Moulay Haddou connait sa première sélection en équipe nationale A d'Algérie le 4 novembre 1998 face à la Bulgarie. Il devient l'un des deux titulaires au poste de latéral gauche en sélection avec qui il dispute la CAN 2000, CAN 2002, et CAN 2004. Formé à l'ASM Oran, il rejoint en 1993 le voisin du MC Oran chez qui il passe 11 saisons, et gagne une coupe d'Algérie, et deux Coupe arabe des vainqueurs de coupe, à cette époque il faisait partie de grande équipe du Mouloudia d'Oran en compagnie de joueurs tels que Tahar Cherif El Ouazzani, Omar Belatoui, Abdelhafid Tasfaout,Slimane Raho, etc. Par la suite, il signe à l'USM Alger en juin 2004, et dès la première saison gagne son premier championnat d'Algérie. Il retourne ensuite au MC Oran en 2006. Il arrêta sa carrière en fin de saison à la suite de la relégation du MC Oran en 2008.

## Carrière

### Carrière Joueur
- 1992-1993 : ASM Oran
- 1993-juin 2004 : MC Oran
- juin 2004- Déc 2006 : USM Alger
- 2006-2008 : MC Oran

### Carrière Entraîneur
- 2021-2022 : GC Mascara

## Palmarès
- Champion d'Algérie en 2005 avec l'USM Alger
- Vice-champion d'Algérie en 1995, 1996, 1997 et 2000 avec le MC Oran
- Vainqueur de la Coupe d'Algérie en 1996 avec le MC Oran
- Vainqueur de la Coupe de la Ligue d'Algérie en 1996 avec le MC Oran
- Vainqueur de la Coupe d'Algérie en 2004 avec l'USM Alger
- Finaliste de la Coupe d'Algérie en 1998 et 2002 avec le MC Oran
- Vainqueur de la Coupe arabe des vainqueurs de coupe en 1997 et 1998 avec le MC Oran
- Vainqueur de la Supercoupe arabe en 1999 avec le MC Oran
- Finaliste de la Ligue des Champions arabes en 2001 avec le MC Oran

## Sélections
- 54 sélections et 1 but en équipe d'Algérie A (au 1er janvier 2006)
- 1re sélection le 4 novembre 1998 lors d'un match face à la Bulgarie
- 1er but en sélection : Algérie - République démocratique du Congo (1-1), le 20 août 2002